# اسدالله عبدالله
اسدالله عبدالله (انگلیسی: Asadhulla Abdulla؛ زادهٔ ۱۹ اکتبر ۱۹۹۰) بازیکن فوتبال اهل مالدیو است.
از تیم‌هایی که در آن بازی کرده‌است می‌توان به تیم ملی فوتبال مالدیو اشاره کرد. وی همچنین در تیم ملی فوتبال زیر ۲۳ سال مالدیو بازی کرده است.